# 정책 기업가
정책 기업가란 자기이해를 실현시키는 정책 결과에 영향을 미칠 수있는 기회를 활용하는 개인을 의미한다. 이 용어는 미국의 정치학자 John W. Kingdon이 1995년에 발표한 영향력 있는 의제, 대안 및 공공 정책에서 처음으로 만들어졌다.  Kingdon은 정책 프로세스가 문제, 정책 및 정치에 위치할 수 있다고 설명하는 Multiple Streams Framework (MSF)를 만들었다. 정책기업가들은 정책 흐름에서 매우 활발하게 활동하고 있으며, 잠재적인 문제에 대한 해결책을 생산하고, 그것들을 의제 설정 프로세스로 가져온다. 다중 스트림 프레임 워크는 정책 수립과 의제 설정을 이해하는 강력한 도구다. 그것은 미국에서 의제 설정을 분석하고 이해하기 위해 처음 만들어졌다. 정책 입안자는 정책 대안을 개발하고 적절한 시기에 정책 입안자에게 해결책을 제시하기 위해 문제와 관련 지어서 다중 스트림 프레임 워크에서 가장 중요한 역할을 한다. 그는 스스로를 시간, 에너지, 명성, 돈 등 자원을 투자할 용의가 있는 옹호자로서 물질적, 의도적 또는 견고한 혜택의 형태로 미래의 이익을 기대하는 입장을 장려한다고 설명한다. 정책 기업가 정신은 보통 3 단계에 걸쳐 발생한다. 그것은 공공재와 관련된 혁신의 정치적 배경에 대한 요구로 시작된다. 둘째, 그 수요를 공급하기 위한 혁신적인 정책 수단이 제안된다. 마지막으로 팀 빌딩, 문제 정의 및 리더십과 같은 전략을 사용하여 혁신이 의제에 반영되도록 한다. 정책기업가는 다양한 주제에 대해 주장하고 공개적으로 목소리를 내는 공공 지식인과는 달리 특정 주제와 이슈에 중점을 두고 정부나 정치입안자와 협력하여 일을 만든다.

## 어원
기업가(entrepreneur)라는 용어는 프랑스어 entreprendre, 즉 무엇인가를 시작한다는 말에서 유래한다. 프랑스 경제학자 장바티스트 세(Jean-Baptiste Say)가 1803년에 처음 이 말을 만들어냈는데, 기업가는 "경제 자원을 생산성이 낮은 영역에서 생산성이 높고 수익이 더 큰 영역으로 옮기는" 개인이라고 정의했다. 그 후 수십 년이 지나면서 학자들은 점차로 기업가 정신(entrepreneurship)의 의미를 확장해 왔고, 기업 부문에서 공공 부문에 이르기까지 그 개념을 채택해 왔다.  존 킹던(John Kingdon) (1984)은 기업가(entrepreneur)라는 용어를 공공 부문에 적용한 최초의 학자들 중 한 사람이었다. 그는 자신의 책 Agendas, Alternatives, and Public Policies에서 "정책 기업가(policy entrepreneur)"라는 용어를 처음 만들어냈다. 이 새 용어가 다른 저술들에서도 언급된 적은 있었지만, 정책 변화 관련 이론에서 다른 정치과학자들에 의해서는 체계적으로 사용되지 않았다.

## 다중스트림프레임워크
Kingdon의 다중 스트림 프레임 워크 (MSF)는 1984년 자신의 저서 「Agendas, Alternatives and Public Policies」 발간 이후 자주 사용되었다. [1] 그의 모델은 조직 선택의 쓰레기통 모델에 대한 해석이다. [5] 쓰레기통 모델에서 조직은 의사 결정과 해결책을 찾는 문제, 쟁점 및 감정을 찾는 선택 그룹과 문제를 해결하고자하는 사람들로 간주된다. 이것의 다중 스트림 적응은 정책 과정에서 의사 결정 측면으로 간주되는 문제, 정책 및 정치를 결합하여 정책을 만들 수 있음을 확인한다.
정부 의제는 정책 결정 시점에 정치적으로 올바른 해결책이 가능한 문제가 인식될 때 만들어진다. [1] Kingdon은 이 세 가지 측면이 언제 "정책 창"이라는 용어를 사용하여 결합되는지를 인식한다. 정책 창을 인식하고 열면 정책을 만들 가능성이 있다. 정책 창업자는이 창을 열고있는 동안이 창을 이용하는 행동 습득자로서 기능한다. [6] 문제 흐름에서 조건은 개인의 가치와 믿는 방식과 변화를 통해 영향이 얼마나 많이 발생하는지에 따라 문제로 정의된다. 정책 흐름에서 아이디어와 해결책은 일반적으로 전문가가 개발한 정책 아이디어를 통해 공식화된다. 정책 개발은 정책에 의해 영향을 받는 다양한 다른 커뮤니티의 지원을 받는다면 구현을 계속할 수 있는 가능성이 더 크다. 정치 흐름은 국가 분위기와 같은 정책에 영향을 줄 다양한 요소에 중점을 두며, 사람들이 변화를 위한 운동과 입법 전환에 대한 노력을 기울일 것이다.
다중 스트림 프레임워크는 정책 창업자의 존재와 영향, 정책 창 출현에 있어 가장 뛰어난 개념적 통찰력을 제공하는 것으로 간주된다. [8] 세 가지 '스트림'을 사용하여 주의를 끌고 있는 문제와 그리고 효과적인 솔루션의 채택. Kingdon은 이것이 선형 과정이 아니라고 주장하며 대신 이 세 흐름을 별도의 스트림으로 취급하여 임의 순서로 처리할 수 있다. 그는 이 세 가지 흐름이 동시에 이루어져야 한다고 말한다. [9] 이러한 흐름은 정책 입안자가 솔루션을 선택할 동기와 기회가 결합된 실행 가능한 솔루션과 함께 기회 창구가 있어야 한다는 것이다. 정책 변화를 위한 많은 기회가 열려 있지만 대부분의 정책 결정은 정책 제안의 관심이 급격히 바뀌기 때문에 누군가가 유리하게 활용되기 전에 끝난다. [9]
Kingdon은 이러한 추론을 미국 정치 시스템에 적용했다. 정책 입안자들은 구체적인 정책에 전념할 시간이 없으므로 정책 솔루션을 생산하기 위해 싱크 탱크 및 이해 집단과 협의하는 공무원에게 책임을 부여한다. 중대한 정책 변화의 가능성은 지속적인 주의와 수용 가능한 해결책, 그리고 정치 시스템의 타협이 요구되기 때문에 예측하기가 어렵다. Kingdon의 작업을 바탕으로 Nikolaos Zahariadis는 정부 정책이 모호한 조건으로 어떻게 만들어지는지를 설명하는 도구라고 정의한다.
2000년 이래 Kingdon의 책은 Google Scholar를 통해 1 만 명이 넘는 인용을 받았으며 동료 평가 논문에서 1,900 번 이상 적용되었다.

## 아이디어 구현
다중 스트림 프레임워크, 정책이 기업가의 대부분은 자신의 작업 정책에서 작업 스트림에 의제는 아이디어를 설정한다. 의 역할은 기업가 정책을 먼저 확인하는 수요에 대한 혁신에서의 정치 풍경 경우 인식할 수 있는 정책을 창이 열린다. 이 창을 열려 있는 정책 기업은 제한된 양의 시간을 겪는 초기의 시작을 제안한 정책 권고를 공급하는 수요를 활용하여 그들의 개인 및 기관 네트워크 자원을 결합 스트림을 함께 그들의 아이디어를 통해 정책 단계다. 에 의해 이루어집 문제를 해결하고 문제점과 해결책들에 의해 생성 정책방안으로는 제품들을 제시할 수 있으므로 설득력 있는 의제는 정책을 검토해야 한다. 그들이 구현하는 것이 설득력 있는 기술과 전략에 정책 입안을 강요하는 것이 자신의 혁신에 의제다. 성공적인 정책이 기업이 관리하는 그들의 문제로 정치적 의제와 잠재적으로 통과와 영향력을 양식의 입법에 관한 자신의 개인 혜택이다. 그러나, 모든 시도가 성공적으로 될 것다. 실패하면, 정책이 기업가 할 수 있음의 의제에 대한 후에는 시간이나 심지어는 그것을 적용하는 다른 문제는 그들은 보이는 작동할 수 있다.

## 특성
이 개인은 자신의 의견을 다른 사람들에게 들려줄 수있는 신임장을 가지고 있다. 이것은 주제에 대한 전문 지식을 보유하고 있거나 결정을 내릴 수 있는 회사 또는 특수 이익 집단에서 권력의 중요한 위치를 보유하고 있을 수 있다. 정책 입안자는 대개 자신의 아이디어를 추진할 때 정치적 영향력을 가진 대규모 네트워크를 갖게 된다. 지속성은 정책 입안자가 성공하는 데 필수적이다. 그들이 성공을 거두려면 연설과 협상을 하고, 논문을 쓰고 정부위원회 앞에서 말하면서 많은 시간을 그들의 생각에 바쳐야 한다. [1]
정책 기업가들은 정책 결정에 있어 결정적인 역할을 하고 있으며, 정책 기업가는 "시간, 에너지, 명성, 돈 등 자원을 투자하여 기꺼이 미래의 이익을 얻을 수있는 옹호자"라고 설명했다. 고의적 또는 확고한 이득 "[1] 다른 정치 과학자들은 Kingdon의 정의를 취하고 더 확장했다. 마이클 민톰 (Michael Mintrom)은 "창의력, 전략, 네트워킹, 설득력있는 논쟁을 통해 새로운 정책 아이디어를 공개하고 정책 변화를 촉진할 수 있는 사람들"이라고하는 공공 정책의 관점을 적용했다. [3] 구성 주의자 관점을 사용하여 마이클 마자르 (Michael Mazarr)는 다음과 같이 덧붙였다 : "정책 기업가는 정책의 사회적 구성의 인간 구현체로 볼 수있다. 옹호론자들은 관념, 관료주의, 반대 관심사 및 무엇이든을 싸우는 이유를 결정했다. 다른 방법으로 아이디어를 기회 창을 통해 법이나 정책으로 가져올 수 있다. "[11]

## 평가 및 비판
Agendas, Alternatives 및 Public Policy에 대한 평가는 Kingdon이 만든 접근법과 개념에 대한 의견이 엇갈렸다. 브라운 대학 정치학 교수 로저 코브 (Roger Cobb)는 건강 정치, 정책 및 법률 저널 기사에서 Kingdon의 쓰레기통 모델 접근법은 내용이 없는 완전히 무작위적인 의사 결정 도구라는 글을 썼다. 코브 (Cobb)는 쓰레기통 모델의 가장 큰 공헌은 정책 문제에 집중하는 데 도움이되는 정책 기업가와 같은 새로운 용어의 창작이라고 말하면서 Kingdon 자신이 자신이 만든 것을 완전히 믿지 않을 수도 있다고 주장한다. 그는 Kingdon이 여러 가지 정치주기에 기인한 "예측 가능한 정책 창"에 대해 글을 쓰면서 구조에 대한 합법적 인 주장을하지만 자신의 주장을 모순되는 식량 배급을 한다고 비판한다.
시카고 대학교 사회 서비스 행정 학교의 부교수인 에블린 브로딘 (Evelyn Brodkin)은 정치 학회 (Psitical Science Quarterly)에서 킹드론의 저서가 정책 참여자들이 다른 사람들에게 영향을 미치고 이슈에 대한 인식을 제고하고 논쟁의 여지를 부여하는 데 자신의 역할을 어떻게 하는지를 잘 분석하고 있다고 기술한다. 그녀는 자신의 연구 결과가 의제 설정 과정의 여러 모델에 대한 경험적 조사와 토론을 수행하는 데 유익하다는 것을 알게되었다. 그녀의 비판에서 Brodkin은 Kingdon의 저작이 모델화 된 정치적 과정에서 어떻게 특정 집단과 이슈가 체계적으로 배제되는지를 보여주는 불일치에 초점을 둔 다원주의 이론에 대한 비판에 도전하지 못한다고 주장한다.
이 책이 미국에만 초점을 맞추기 때문에 Kingdons의 아젠다 설정 프레임 워크를 정책 분석에 자주 사용하는 것은 특히 흥미롭다. 단일 국가의 심사를 바탕으로 독점적으로 개발된 프레임워크가 전 세계의 비교 연구에서 유용한 통찰력을 창출하지 못한다고 주장할 수 있다. 그럼에도 불구하고 MSF는 유럽 연합 (EU), 유엔 (UN) 및 미국 이외의 국가와 같은 초 국가적 정치에 대한 수많은 연구에 사용되었다. Cairney와 Zahariadis는 Kingdon의 MSF가 광범위한 정책 결정 프로세스와 관련이있을 만큼 유연한 언어를 가지고 있기 때문에 이것이라고 설명한다. 그 통찰력은 대부분의 정치 시스템에 적용 할만큼 보편적이다. [9]
베르겐 대학 (University of Bergen) 행정학 및 조직 이론학 교수인 Harald Sætren은 다중 흐름 프레임워크의 문제점 중 하나는 문제와 해결책을 찾는 다양한 방법이 잠재적으로 정책 기업가가 성공할 수 있는 방법에 영향을 미칠 수 있다고 지적했다 커플링 정책 스트림. [6]

## 정책 기업가
2017년 현재 "정책 기업가"는 인정된 직책이 아니다. John Kingdon의 연구는 정책 입안자로 여겨지는 23 명의 사람들에 대한 사례 연구로 구성되었다. [1]
| 이름          | 위치                                               | 정책 성취 |
| ------------- | -------------------------------------------------- | --- |
| 폴 Ellwood    | Interstudy의 책임자                                | HMO 법 촉진 |
| Abe 베리      | 내과의사                                           | Abe Bergman 의사 갑작스런 영아 사망 증후군에 대한 연구에 자금을 지원한 Health Service Corps를 확보한 것에 대해 워렌 매그너 손 상원 의원을 설득했다. 가연성 어린이의 잠옷 규정을 제정하는 데 도움을 주었다. |
| Ralph Nader   | 소비자 옹호자                                      | 자동차 안전 문제에 대한 아이디어를 얻으려는 성공적인 경력을 쌓기 시작했다. |
| 피트도 메니시 | 상원 의원                                          | 수로 사용자 요금을 지불 할 책임이 있다. |
| 알프레드 칸   | 이코노미스트, 카터 행정부의 민간 항공위원회 책임자 | 항공사의 입법 및 규제 안전 구현에 정치적 영향력 사용 |

 1041/5000
Isambard Kingdom Brunel은 패들 바퀴 또는 스크류 프로펠러가 보트를 움직일 때 더 강력했는지에 대한 토론에 참여한 기계 엔지니어다. 그는 이것을 하나씩 세우고 채널에서 사용하여 어느 것이 가장 힘들어질지 알아냈다. 그의 이야기의 요점은 그가 연구실에서 연구하는 것이 아니라 땅에 종사하고 있다는 것이다. 정책 입안자들은 자신들의 권고 사항을 고려하기를 원한다면 이론 시험에 실질적으로 관여할 필요가 있다. [14]
에서 연구에 의해 수행 마크 beeson 에 리고 다이앤 스톤, 로스 Garnaut 었다 검토에서는 역할을의 정책이 기업이다. Garnaut 게 꾸며 학자인 경제학자들 또한 중국 대사와 국무총리 자문이다.에서 자신의 역할을 자문으로서 총리 혹은, 그가 그 문제에 대해 함께 고정환율과 시행하는 노동 시장 개혁이다. 정부에 갔을 구현하는 과격한 프로그램의 경제적 자유화를 포함하는 해결 문제의 일부 Garnaut 에 상담한다.

## 같이 보기
- 정치인
- 의제설정 이론
- 로비스트